# Élections législatives de 1914 dans l'Eure
 (juillet 2025).
Si vous disposez d'ouvrages ou d'articles de référence ou si vous connaissez des sites web de qualité traitant du thème abordé ici, merci de compléter l'article en donnant les références utiles à sa vérifiabilité et en les liant à la section « Notes et références ».
Les élections législatives de 1914 ont eu lieu les 26 avril et 10 mai 1914.

## Élus
Les élus des élections législatives de 1914 dans l'Eure sont, :
|   | Circonscription | Député sortant |  | Groupe parlementaire | Député élu               |  | Groupe parlementaire                |
| - | --------------- | -------------- |  | -------------------- | ------------------------ |  | ----------------------------------- |
| 1 | Bernay          |                |  |                      | Auguste Celos            |  | Républicains de gauche              |
| 2 | 1re d'Évreux    |                |  |                      | Abel Lefèvre             |  | Parti radical et radical-socialiste |
| 3 | 2e d'Évreux     |                |  |                      | Louis Modeste Leroy      |  | Républicains de gauche              |
| 4 | Les Andelys     |                |  |                      | Prosper Josse            |  | Fédération républicaine             |
| 5 | Louviers        |                |  |                      | Charles Aubourg de Boury |  | Gauche démocratique                 |
| 6 | Pont-Audemer    |                |  |                      | Charles Loriot           |  | Républicains de gauche              |

## Résultats à l'échelle du département
| Partis         | Partis                                           | Premier tour | Premier tour | Sièges |
| Partis         | Partis                                           | Voix         | %            | Sièges |
| -------------- | ------------------------------------------------ | ------------ | ------------ | ------ |
|                | Fédération républicaine                          | 26 943       | 38,36        | 2      |
|                | Parti républicain démocratique                   | 15 164       | 21,59        | 2      |
|                | Républicains démocratiques                       | 13 180       | 18,76        | 1      |
|                | Parti républicain, radical et radical-socialiste | 9 716        | 13,83        | 1      |
|                | Radicaux indépendants                            | 3 602        | 5,13         | 0      |
|                | Section française de l'Internationale ouvrière   | 1 598        | 2,27         | 0      |
|                | Divers                                           | 42           | 0,06         | 0      |
|                |                                                  |              |              |        |
| Inscrits       | Inscrits                                         | 93 667       | 100,00       | 6      |
| Votants        | Votants                                          | 74 104       | 79,11        |        |
| Abstention     | Abstention                                       | 19 563       | 20,89        |        |
| Blancs et nuls | Blancs et nuls                                   | 3 859        | 5,21         |        |
| Exprimés       | Exprimés                                         | 70 245       | 94,79        |        |

## Résultats par arrondissement

### Arrondissement de Bernay
| Candidats      | Candidats       | Étiquette                | Premier tour | Premier tour |
| Candidats      | Candidats       | Étiquette                | Voix         | %            |
| -------------- | --------------- | ------------------------ | ------------ | ------------ |
|                | Auguste Celos   | Républicain démocratique | 7 683        | 59,70        |
|                | Boivin-Champeau | FR                       | 5 123        | 39,81        |
|                | Debièvre        | SFIO                     | 63           | 0,49         |
|                | Divers          | Divers                   | 1            | 0,01         |
|                |                 |                          |              |              |
| Inscrits       | Inscrits        | Inscrits                 | 15 566       | 100,00       |
| Votants        | Votants         | Votants                  | 12 964       | 83,28        |
| Abstention     | Abstention      | Abstention               | 2 602        | 16,72        |
| Blancs et nuls | Blancs et nuls  | Blancs et nuls           | 94           | 0,73         |
| Exprimés       | Exprimés        | Exprimés                 | 12 870       | 99,27        |

### Arrondissement d'Évreux

#### 1recirconscription
| Candidats      | Candidats      | Étiquette      | Premier tour | Premier tour |
| Candidats      | Candidats      | Étiquette      | Voix         | %            |
| -------------- | -------------- | -------------- | ------------ | ------------ |
|                | Abel Lefèvre   | PRRRS          | 9 716        | 91,82        |
|                | Brochard       | SFIO           | 866          | 8,18         |
|                |                |                |              |              |
| Inscrits       | Inscrits       | Inscrits       | 17 290       | 100,00       |
| Votants        | Votants        | Votants        | 12 454       | 72,03        |
| Abstention     | Abstention     | Abstention     | 4 836        | 27,97        |
| Blancs et nuls | Blancs et nuls | Blancs et nuls | 1 872        | 15,03        |
| Exprimés       | Exprimés       | Exprimés       | 10 582       | 84,97        |

#### 2ecirconscription
| Candidats      | Candidats           | Étiquette      | Premier tour | Premier tour |
| Candidats      | Candidats           | Étiquette      | Voix         | %            |
| -------------- | ------------------- | -------------- | ------------ | ------------ |
|                | Louis Modeste Leroy | PRD            | 8 007        | 95,40        |
|                | Debièvre            | SFIO           | 349          | 4,16         |
|                | Divers              | Divers         | 37           | 0,44         |
|                |                     |                |              |              |
| Inscrits       | Inscrits            | Inscrits       | 14 191       | 100,00       |
| Votants        | Votants             | Votants        | 9 815        | 69,16        |
| Abstention     | Abstention          | Abstention     | 4 376        | 30,84        |
| Blancs et nuls | Blancs et nuls      | Blancs et nuls | 1 422        | 14,49        |
| Exprimés       | Exprimés            | Exprimés       | 8 393        | 85,51        |

### Arrondissement des Andelys
| Candidats      | Candidats      | Étiquette                | Premier tour | Premier tour |
| Candidats      | Candidats      | Étiquette                | Voix         | %            |
| -------------- | -------------- | ------------------------ | ------------ | ------------ |
|                | Prosper Josse  | FR                       | 8 223        | 61,94        |
|                | Osmont         | Radical indépendant      | 3 602        | 27,13        |
|                | Villard        | Républicain démocratique | 1 446        | 10,89        |
|                | Divers         | Divers                   | 4            | 0,03         |
|                |                |                          |              |              |
| Inscrits       | Inscrits       | Inscrits                 | 15 596       | 100,00       |
| Votants        | Votants        | Votants                  | 13 375       | 85,76        |
| Abstention     | Abstention     | Abstention               | 2 221        | 14,24        |
| Blancs et nuls | Blancs et nuls | Blancs et nuls           | 100          | 0,75         |
| Exprimés       | Exprimés       | Exprimés                 | 13 275       | 99,25        |

### Arrondissement de Louviers
| Candidats      | Candidats                | Étiquette                | Premier tour | Premier tour |
| Candidats      | Candidats                | Étiquette                | Voix         | %            |
| -------------- | ------------------------ | ------------------------ | ------------ | ------------ |
|                | Charles Aubourg de Boury | FR                       | 7 859        | 64,40        |
|                | Albert Noyer             | Républicain démocratique | 4 051        | 33,19        |
|                | Dufour                   | SFIO                     | 294          | 2,41         |
|                |                          |                          |              |              |
| Inscrits       | Inscrits                 | Inscrits                 | 15 400       | 100,00       |
| Votants        | Votants                  | Votants                  | 12 402       | 80,53        |
| Abstention     | Abstention               | Abstention               | 2 998        | 19,47        |
| Blancs et nuls | Blancs et nuls           | Blancs et nuls           | 198          | 1,60         |
| Exprimés       | Exprimés                 | Exprimés                 | 12 204       | 98,40        |

### Arrondissement de Pont-Audemer
| Candidats      | Candidats      | Étiquette      | Premier tour | Premier tour |
| Candidats      | Candidats      | Étiquette      | Voix         | %            |
| -------------- | -------------- | -------------- | ------------ | ------------ |
|                | Charles Loriot | PRD            | 7 157        | 55,39        |
|                | Nolent         | FR             | 5 738        | 44,41        |
|                | Julienne       | SFIO           | 26           | 0,20         |
|                |                |                |              |              |
| Inscrits       | Inscrits       | Inscrits       | 15 624       | 100,00       |
| Votants        | Votants        | Votants        | 13 094       | 83,81        |
| Abstention     | Abstention     | Abstention     | 2 530        | 16,19        |
| Blancs et nuls | Blancs et nuls | Blancs et nuls | 173          | 1,32         |
| Exprimés       | Exprimés       | Exprimés       | 12 921       | 98,68        |